# Segismundo da Prússia (1864–1866)
Segismundo da Prússia (Francisco Frederico Segismundo da Prússia, em alemão: Franz Friedrich Sigismund von Preußen), (15 de setembro de 1864 - 18 de junho de 1866) foi o quarto filho do príncipe-herdeiro Frederico Guilherme da Prússia (depois rei da Prússia e imperador da Alemanha como Frederico III), e de Vitória, Princesa Real, filha mais velha da rainha Vitória.

## Biografia
Segismundo nasceu no Novo Palácio de Potsdam, na Alemanha, em 1864. A sua mãe achava-o muito mais esperto e inteligente do que os seus três irmãos mais velhos e acreditava que teria grande potencial quando crescesse. No entanto, acabaria por morrer de meningite no Novo Palácio a 18 de Junho de 1866, com apenas vinte-e-três meses de idade. Foi enterrado no mausoléu real na Igreja da Paz em Potsdam. A sua mãe viveu momentos de grande desespero, uma vez que o seu pai, que liderava os exércitos prussianos na guerra contra a Áustria, tinha levado consigo todos os médicos disponíveis, tornando assim impossível aliviar o sofrimento da criança ou impedir a sua morte. A memória destes momentos iria persegui-la para o resto da sua vida.
O príncipe Segismundo foi o primeiro neto da rainha Vitória a morrer, quase cento e quinze anos antes da morte da sua última neta, a princesa Alice, Condessa de Athlone, que morreu em 1981.

## Genealogia
| Segismundo da Prússia | Pai: Frederico III da Alemanha             | Avô paterno: Guilherme I da Alemanha      | Bisavô paterno: Frederico Guilherme III da Prússia          |
| Segismundo da Prússia | Pai: Frederico III da Alemanha             | Avô paterno: Guilherme I da Alemanha      | Bisavó paterna: Luísa de Mecklemburgo-Strelitz              |
| Segismundo da Prússia | Pai: Frederico III da Alemanha             | Avó paterna: Augusta de Saxe-Weimar       | Bisavô paterno: Carlos Frederico de Saxe-Weimar-Eisenach    |
| Segismundo da Prússia | Pai: Frederico III da Alemanha             | Avó paterna: Augusta de Saxe-Weimar       | Bisavó paterna: Maria Pavlovna da Rússia                    |
| Segismundo da Prússia | Mãe: Vitória, Princesa Real do Reino Unido | Avô materno: Vitória do Reino Unido       | Bisavô materno: Eduardo Augusto, Duque de Kent e Strathearn |
| Segismundo da Prússia | Mãe: Vitória, Princesa Real do Reino Unido | Avô materno: Vitória do Reino Unido       | Bisavó materna: Vitória de Saxe-Coburgo-Saalfeld            |
| Segismundo da Prússia | Mãe: Vitória, Princesa Real do Reino Unido | Avó materna: Alberto de Saxe-Coburgo-Gota | Bisavô materno: Ernesto I de Saxe-Coburgo-Gota              |
| Segismundo da Prússia | Mãe: Vitória, Princesa Real do Reino Unido | Avó materna: Alberto de Saxe-Coburgo-Gota | Bisavó materna: Luísa de Saxe-Gota-Altemburgo               |